# Dora Marsden
Dora Marsden (Marsden, 5 maart 1882 – Dumfries, 13 december 1960) was een Engels feminist, schrijver en filosoof. Ze begon haar activistische carrière als onderdeel van de Sociale en Politieke Vrouwenunie, maar brak met deze organisatie om vervolgens een tijdschrift op te richten dat meer ruimte schiep voor de radicale tendensen binnen het vroege feminisme. Ze staat bekend om haar kritiek op het suffragisme en het stirneriaanse egoïsme dat ze in haar tijdschriften uitte. Verder was ze een belangrijk figuur in de ontstaansgeschiedenis van het literair modernisme.

## Biografie
Marsden werd op 5 maart 1882 in Marsden, Yorkshire geboren. In 1890 verliet haar vader het gezin nadat de textielfabriek waar hij werkte failliet ging. Ze studeerde filosofie aan de Universiteit van Manchester en werd daarna docent voor een periode van vijf jaar. Later raakte ze bij de vrouwenbeweging betrokken en stopte ze met lesgeven om zich volledig op haar activisme te richten. In deze periode werd ze meerdere malen gearresteerd en bracht ze tijd door in de gevangenis. In 1909 verkreeg ze een positie als organisator bij de Sociale en Politieke Vrouwenunie, die ze uiteindelijk in 1911 verliet vanwege conflicten met de leiding over de politieke strategieën en doelen van de organisatie.
In november 1911 richtte ze naar aanleiding van deze ontevredenheid haar eigen tijdschrift, The Freewoman: A Weekly Feminist Review op. The Freewoman was gevuld met verschillende filosofische perspectieven, met bijdragen van feministen, socialisten, anarchisten, "vrije liefde" aanhangers, dichters en spiritualisten. Dit radicale tijdschrift viel bij velen niet in de smaak aangezien het thema's zoals abortus, prostitutie, masturbatie en echtscheiding besprak en tolerantie tegenover homoseksuelen predikte. De distributeur weigerde vanwege de controverse op een bepaald moment de distributie voort te zetten en The Freewoman was daardoor genoodzaakt te stoppen. In 1912 werd dit tijdschrift opgevolgd door The New Freewoman, en in 1914 werd deze, in overeenstemming met haar filosofische tendens richting het zogenaamde egoïsme, vervangen door het tijdschrift The Egoist.
In deze latere periode brak ze met het feminisme en suffragisme en werd ze een fel criticus van beide vanuit het perspectief van een egoïsme dat in sterke mate beïnvloed was door Max Stirner en Friedrich Nietzsche. Ze mengde zich niet meer in het politieke debat, maar ging zich in toenemende mate in eenzaamheid met haar filosofisch magnum opus bezig houden. Deze tekst ging over tijd, ruimte en religie en werd in de twee volumes The Definition of the Godhead (1928) en The Mysteries of Christianity (1930) uitgebracht. Door onder andere haar sociaal isolement en de slechte receptie van haar filosofisch hoofdwerk kreeg ze in 1934 een zenuwinzinking en probeerde ze in 1935 zelfmoord te plegen. Rond deze tijd werd er een psychotische depressie vastgesteld en werd ze in het Circhton Royal Hospital in Dumfries opgenomen waar ze tot haar dood op 13 december 1960 verbleef.

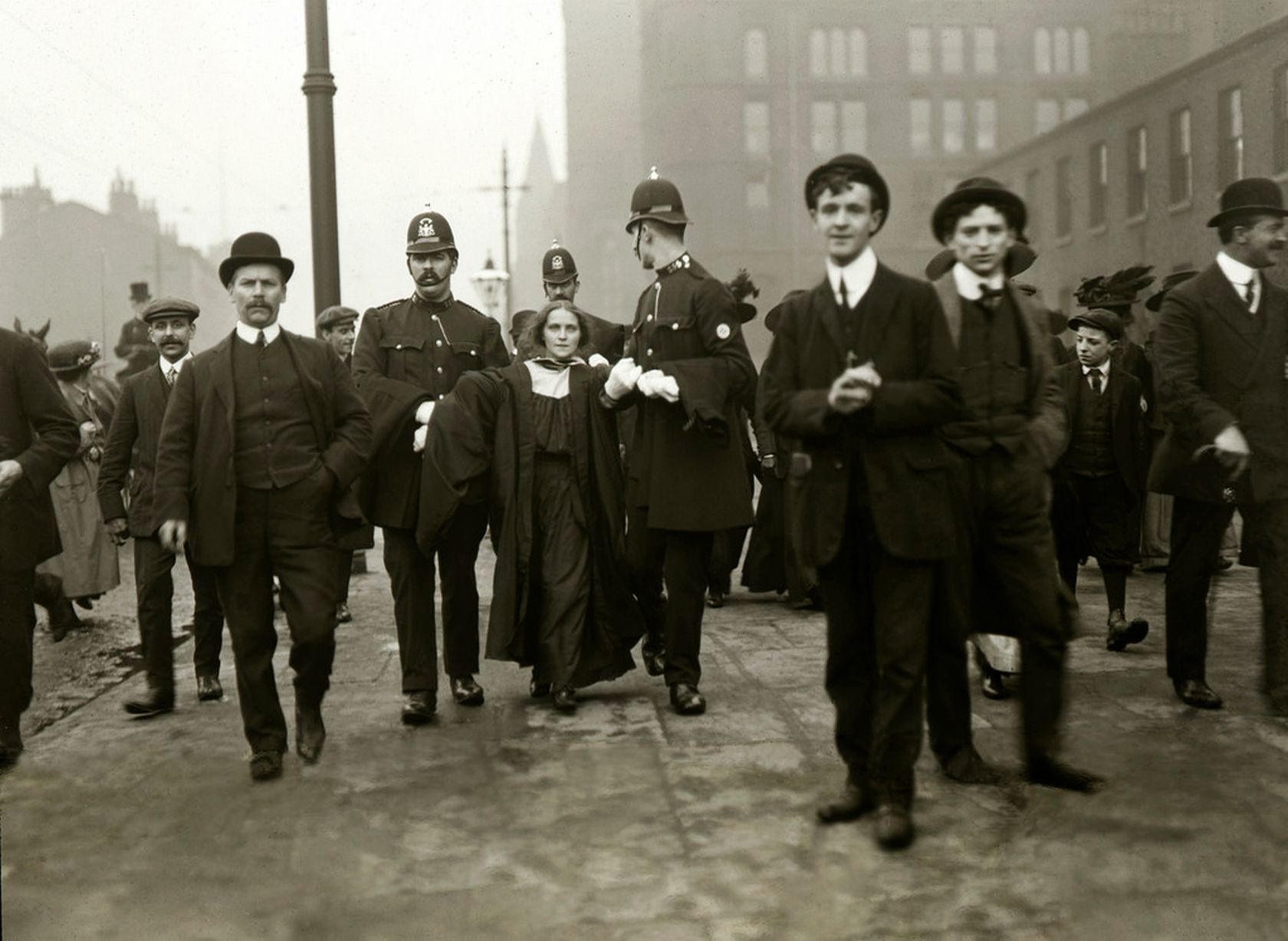
De arrestatie van Dora Marsden buiten de Universiteit van Manchester, 4 oktober 1909.